# Campeonato Sub-16 de la Concacaf de 1985
El Campeonato Sub-16 de la Concacaf de 1985 se llevó a cabo en México del 13 al 26 de abril y contó con la participación de 9 selecciones infantiles de América del Norte, Centroamérica y el Caribe.
El anfitrión México fue el campeón del torneo tras ser el que hizo más puntos en la fase final.

## Primera ronda

### Grupo A
| País                  | J | G | R | P | GF | GC | +/- | Pts |
| --------------------- | - | - | - | - | -- | -- | --- | --- |
| México                | 4 | 4 | 0 | 0 | 27 | 0  | +27 | 8   |
| Honduras              | 4 | 3 | 0 | 1 | 11 | 3  | +8  | 6   |
| Antillas Neerlandesas | 4 | 2 | 0 | 2 | 7  | 13 | -6  | 4   |
| Panamá                | 4 | 1 | 0 | 3 | 4  | 19 | -15 | 2   |
| Guatemala             | 4 | 0 | 0 | 4 | 3  | 17 | -14 | 0   |

| Equipo 1              | Resultado | Equipo 2              |
| --------------------- | --------- | --------------------- |
| Honduras              | 4-0       | Panamá                |
| México                | 9-0       | Antillas Neerlandesas |
| Guatemala             | 1-4       | Honduras              |
| Panamá                | 0-10      | México                |
| Antillas Neerlandesas | 3-1       | Panamá                |
| México                | 7-0       | Guatemala             |
| Guatemala             | 0-3       | Antillas Neerlandesas |
| Honduras              | 0-1       | México                |
| Antillas Neerlandesas | 1-3       | Honduras              |
| Panamá                | 3-2       | Guatemala             |

### Grupo B
| País              | J | G | R | P | GF | GC | +/- | Pts |
| ----------------- | - | - | - | - | -- | -- | --- | --- |
| Canadá            | 3 | 2 | 1 | 0 | 10 | 6  | +4  | 5   |
| Costa Rica        | 3 | 1 | 2 | 0 | 7  | 5  | +2  | 4   |
| Trinidad y Tobago | 3 | 0 | 2 | 1 | 5  | 8  | -3  | 2   |
| El Salvador       | 3 | 0 | 1 | 2 | 6  | 9  | -3  | 1   |

| Equipo 1          | Resultado | Equipo 2          |
| ----------------- | --------- | ----------------- |
| Trinidad y Tobago | 3-3       | El Salvador       |
| Canadá            | 3-3       | Costa Rica        |
| Trinidad y Tobago | 1-4       | Canadá            |
| El Salvador       | 1-3       | Costa Rica        |
| Costa Rica        | 1-1       | Trinidad y Tobago |
| Canadá            | 3-2       | El Salvador       |

## Fase final
| País       | G | E | P | GF | GC | Pts |
| ---------- | - | - | - | -- | -- | --- |
| México     | 2 | 1 | 0 | 10 | 1  | 5   |
| Costa Rica | 2 | 1 | 0 | 6  | 3  | 5   |
| Canadá     | 0 | 1 | 2 | 2  | 6  | 1   |
| Honduras   | 0 | 1 | 2 | 2  | 10 | 1   |

| Equipo 1   | Resultado | Equipo 2   |
| ---------- | --------- | ---------- |
| Costa Rica | 3-1       | Honduras   |
| México     | 3-0       | Canadá     |
| Canadá     | 1-2       | Costa Rica |
| Honduras   | 0-6       | México     |
| Canadá     | 1-1       | Honduras   |
| Costa Rica | 1-1       | México     |

## Campeón
| Campeonato Sub-16 de la CONCACAF 1985 |
| ------------------------------------- |
| Bandera de México                     |
| México 1º Título                      |

## Clasificados al Mundial Sub-16
| - Estados Unidos (Campeón del campeonato 1983) | - México | - Costa Rica |